# Dreamtime (The Cult)
Dreamtime è il primo album del gruppo musicale The Cult, pubblicato nel 1984 dall'etichetta discografica Beggars Banquet.

## Tracce
Tutti i brani sono stati composti da Ian Astbury e Billy Duffy.
1. Horse Nation - 3:45
2. Spiritwalker - 3:39
3. 83rd Dream - 3:38
4. Butterflies - 3:00
5. Go West (Crazy Spinning Circles) - 3:59
6. Gimmick - 3:33
7. A Flower In The Desert - 3:42
8. Dreamtime - 2:47
9. Rider In The Snow - 3:11
10. Bad Medicine Waltz - 5:55
11. Bone Bag (Bonus Track) - 3:47
12. Sea And Sky (Bonus Track) - 3:32
13. Resurrection Joe (Bonus track) - 6:07
14. Love Removal Machine ("Peace" version) (Bonus track, solo in Russia ed est Europa)
15. Zap City (Bonus track, solo in Russia ed est Europa)

## Formazione
- Ian Astbury - voce, chitarra
- Billy Duffy - chitarra
- Jamie Stewart - basso, cori
- Nigel Preston - batteria, percussioni